# タック化成
タック化成（タックかせい）は、かつて存在した粘着テープ･特殊フィルム等の製造メーカー。2009年に王子製紙子会社の新タック化成に営業を譲渡した。

## 概要
- 資本金 6億2750万円
- 本社 愛媛県四国中央市川之江町長須222-2
- 主要事業 粘着テープ･特殊フィルム等の製造･販売

## 沿革
- 1996年 会社設立。
- 2008年 民事再生法を申請。
- 2009年 王子製紙が支援を表明し、王子製紙が設立した新タック化成に営業を譲渡。

## グループ会社
- タック
- タック加工